# Uwe Lulis
Uwe Lulis (Osnabrück, 1965. december 6.) német heavy metal gitáros. 

## Pályafutása
A Digger, majd a Grave Digger zenekarok tagja. 2000-ben Tomi Göttlich basszusgitárossal megalakította a Rebellion zenekart, ahol azóta is játszik. 2015-ben, Herman Frank helyét átvéve, az Accept tagja lett.

## Diszkográfia
Digger
- Stronger Than Ever 1987

Grave Digger
- The Reaper 1993
- Heart of Darkness 1995
- Tunes of War 1996
- Knights of the Cross 1998
- Excalibur 1999

Rebellion
- Shakespeare's Macbeth — A Tragedy in Steel 2002
- Born a Rebel 2003
- Sagas of Iceland – The History of the Vikings Volume 1 2005
- Miklagard – The History of the Vikings Volume 2 2007
- Arise – The History of The Vikings Volume 3 2009

Accept
- Restless and Live (koncert, 2017)
- The Rise of Chaos (2017)